# Prix Don Balón
Le prix Don Balón (Premio Don Balón en espagnol) est une récompense de prestige décernée annuellement de 1976 à 2010 par l'hebdomadaire espagnol Don Balón aux meilleurs joueurs, entraîneur et arbitre du championnat d'Espagne de football.
Zinédine Zidane, meilleur joueur étranger en 2002, et Raynald Denoueix, meilleur entraîneur en 2003, sont les seuls Français à avoir gagné un prix Don Balón. Johan Cruijff est le seul à avoir remporté le prix comme joueur puis comme entraîneur.
Le prix cesse d'exister en 2011 à la suite de la disparition du magazine.

## Palmarès
| Saison    | Meilleur joueur espagnol          | Meilleur joueur étranger  | Joueur révélation             | Meilleur entraîneur            | Meilleur arbitre           |
| --------- | --------------------------------- | ------------------------- | ----------------------------- | ------------------------------ | -------------------------- |
| 1975-1976 | Miguel Ángel González (RM)        | Johan Neeskens (FCB)      | -                             | Miljan Miljanić (RM)           | -                          |
| 1976-1977 | Juan Gómez 'Juanito' (BUR)        | Johan Cruijff (FCB)       | -                             | Luis Aragonés (ATM)            | -                          |
| 1977-1978 | Miguel Bianquetti 'Migueli' (FCB) | Johan Cruijff (FCB)       | -                             | Luis Molowny (RM)              | -                          |
| 1978-1979 | Enrique Castro 'Quini' (GIJ)      | Uli Stielike (RM)         | -                             | Luis Molowny (RM)              | -                          |
| 1979-1980 | Rafael Gordillo (BET)             | Uli Stielike (RM)         | -                             | Luis Molowny (RM)              | -                          |
| 1980-1981 | Urruti (ESP)                      | Uli Stielike (RM)         | -                             | Alberto Ormaetxea (RSOC)       | -                          |
| 1981-1982 | Miguel Tendillo (VAL)             | Uli Stielike (RM)         | -                             | Alberto Ormaetxea (RSOC)       | -                          |
| 1982-1983 | Juan Señor (ZAR)                  | Juan Barbas (ZAR)         | -                             | Javier Clemente (ATH)          | -                          |
| 1983-1984 | Manuel Cervantes (MUR)            | Juan Barbas (ZAR)         | -                             | Javier Clemente (ATH)          | -                          |
| 1984-1985 | Miguel Bianquetti 'Migueli' (FCB) | Bernd Schuster (FCB)      | -                             | Terry Venables (FCB)           | -                          |
| 1985-1986 | José Miguel Glez. 'Míchel' (RM)   | Jorge Valdano (RM)        | Juan Carlos (VAD)             | Luis Molowny (RM)              | Emilio Guruceta-Muro       |
| 1986-1987 | Andoni Zubizarreta (FCB)          | Hugo Sánchez (RM)         | Ernesto Valverde (ESP)        | Javier Clemente (ESP)          | Emilio Guruceta-Muro       |
| 1987-1988 | Juan Antonio Larrañaga (RSOC)     | Alemão (ATM)              | Sebastián Losada (ESP)        | Leo Beenhakker (RM)            | Emilio Soriano Aladrén     |
| 1988-1989 | Fernando Gómez (VAL)              | Oscar Ruggeri (LOG)       | Luis Milla (FCB)              | John Benjamin Toshack (RSOC)   | Victoriano Sánchez Arminio |
| 1989-1990 | Rafael Martín Vázquez (RM)        | Hugo Sánchez (RM)         | Pedro (LOG)                   | John Benjamin Toshack (RM)     | Emilio Soriano Aladrén     |
| 1990-1991 | Jon Andoni Goikoetxea (FCB)       | Bernd Schuster (ATM)      | Luis Enrique Martínez (GIJ)   | Johan Cruijff (FCB)            | Ildefonso Urízar Azpitarte |
| 1991-1992 | Agustín Elduayen (BUR)            | Michael Laudrup (FCB)     | Delfí Geli (ALB)              | Johan Cruijff (FCB)            | Raúl García de Loza        |
| 1992-1993 | Fran (DEP)                        | Miroslav Đukić (DEP)      | Julen Guerrero (ATH)          | Arsenio Iglesias (DEP)         | Juan Andújar Oliver        |
| 1993-1994 | Julen Guerrero (ATH)              | Hristo Stoitchkov (FCB)   | Sergi Barjuán (FCB)           | Víctor Fernández (ZAR)         | López Nieto                |
| 1994-1995 | José Emilio Amavisca (RM)         | Iván Zamorano (RM)        | Raúl (RM)                     | Arsenio Iglesias (DEP)         | Arturo Daudén Ibáñez       |
| 1995-1996 | José Luis Pérez Caminero (ATM)    | Predrag Mijatović (VAL)   | Iván De la Peña (FCB)         | Radomir Antić (ATM)            | López Nieto                |
| 1996-1997 | Raúl (RM)                         | Ronaldo (FCB)             | Víctor Manuel Fernández (VAD) | Vicente Cantatore (VAD)        | Manuel Mejuto González     |
| 1997-1998 | Alfonso Pérez (BET)               | Rivaldo (FCB)             | Albert Celades (FCB)          | Javier Irureta (CEL)           | José Garcia Aranda         |
| 1998-1999 | Raúl (RM)                         | Luís Figo (FCB)           | Xavi Hernández (FCB)          | Héctor Cúper (MAJ)             | Manuel Mejuto González     |
| 1999-2000 | Raúl (RM)                         | Luís Figo (FCB)           | Iker Casillas (RM)            | Javier Irureta (DEP)           | López Nieto                |
| 2000-2001 | Raúl (RM)                         | Luís Figo (RM)            | Carles Puyol (FCB)            | José Manuel Esnal 'Mané' (ALA) | José Garcia Aranda         |
| 2001-2002 | Raúl (RM)                         | Zinédine Zidane (RM)      | Joaquín (BET)                 | Rafael Benítez (VAL)           | López Nieto                |
| 2002-2003 | Xabi Alonso (RSOC)                | Nihat Kahveci (RSOC)      | Thiago Motta (FCB)            | Raynald Denoueix (RSOC)        | Manuel Mejuto González     |
| 2003-2004 | Vicente Rodríguez (VAL)           | Ronaldo (RM)              | Júlio Baptista (SEV)          | Javier Irureta (DEP)           | César Muñiz Fernández      |
| 2004-2005 | Xavi Hernández (FCB)              | Juan Román Riquelme (VIL) | Sergio Ramos (SEV)            | Frank Rijkaard (FCB)           | Alberto Undiano Mallenco   |
| 2005-2006 | David Villa (VAL)                 | Ronaldinho (FCB)          | Raúl Albiol (VAL)             | Frank Rijkaard (FCB)           | Manuel Mejuto González     |
| 2006-2007 | Santi Cazorla (REC)               | Lionel Messi (FCB)        | Alexis Ruano (GET)            | Juande Ramos (SEV)             | Alberto Undiano Mallenco   |
| 2007-2008 | Marcos Senna (VIL)                | Sergio Agüero (ATM)       | Bojan Krkić (FCB)             | Gregorio Manzano (MAJ)         | Manuel Mejuto González     |
| 2008-2009 | Andrés Iniesta (FCB)              | Lionel Messi (FCB)        | Gerard Piqué (FCB)            | Pep Guardiola (FCB)            | Miguel Ángel Pérez Lasa    |
| 2009-2010 | Borja Valero (MAJ)                | Lionel Messi (FCB)        | Javi Martínez (ATH)           | Pep Guardiola (FCB)            | Javier Turienzo Alvarez    |

### Joueurs étrangers les plus titrés
| Joueurs        | Pays                   | Titres | Saison                             |
| -------------- | ---------------------- | ------ | ---------------------------------- |
| Uli Stielike   | Drapeau de l'Allemagne | 4      | 1978-79, 1979-80, 1980-81, 1981-82 |
| Lionel Messi   | Drapeau de l'Argentine | 3      | 2006-07, 2008-09, 2009-10          |
| Luís Figo      | Drapeau du Portugal    | 3      | 1998-99, 1999-00, 2000-01          |
| Ronaldo        | Drapeau du Brésil      | 2      | 1996-97, 2003-04                   |
| Bernd Schuster | Drapeau de l'Allemagne | 2      | 1984-85, 1990-91                   |
| Hugo Sánchez   | Drapeau du Mexique     | 2      | 1986-87, 1989-90                   |
| Juan Barbas    | Drapeau de l'Argentine | 2      | 1982-83, 1983-84                   |
| Johan Cruijff  | Drapeau des Pays-Bas   | 2      | 1976-77, 1977-78                   |

### Joueurs espagnols les plus titrés
| Joueurs | Titres | Saison                                      |
| ------- | ------ | ------------------------------------------- |
| Raúl    | 5      | 1996-97, 1998-99, 1999-00, 2000-01, 2001-02 |
| Migueli | 2      | 1977-78, 1984-85                            |

### Entraîneurs les plus titrés
| Entraîneurs       | Pays                      | Titres | Saison                             |
| ----------------- | ------------------------- | ------ | ---------------------------------- |
| Luis Molowny      | Drapeau de l'Espagne      | 4      | 1977-78, 1978-79, 1979-80, 1985-86 |
| Javier Irureta    | Drapeau de l'Espagne      | 3      | 1997-98, 1999-00, 2003-04          |
| Javier Clemente   | Drapeau de l'Espagne      | 3      | 1982-83, 1983-84, 1986-87          |
| Pep Guardiola     | Drapeau de l'Espagne      | 2      | 2008-09, 2009-10                   |
| Frank Rijkaard    | Drapeau des Pays-Bas      | 2      | 2004-05, 2005-06                   |
| Arsenio Iglesias  | Drapeau de l'Espagne      | 2      | 1992-93, 1994-95                   |
| Johan Cruijff     | Drapeau des Pays-Bas      | 2      | 1990-91, 1991-92                   |
| John Toshack      | Drapeau du pays de Galles | 2      | 1988-89, 1989-90                   |
| Alberto Ormaetxea | Drapeau de l'Espagne      | 2      | 1980-81, 1981-82                   |

## Équipe de la décennie
(Annoncée en décembre 2010)
| Gardien       | Défenseurs                                | Milieux                         | Attaquants                             |
| ------------- | ----------------------------------------- | ------------------------------- | -------------------------------------- |
| Iker Casillas | Carles Puyol Paolo Maldini Roberto Carlos | Xavi Zinedine Zidane Ronaldinho | Lionel Messi Samuel Eto'o Ronaldo Raúl |

## Joueur de la décennie
(Publié en décembre 2010)
| Rang               | Joueur          | Nation    | Votes |
| ------------------ | --------------- | --------- | ----- |
| Médaille d'or      | Zinédine Zidane | France    | 27,7% |
| Médaille d'argent  | Lionel Messi    | Argentine | 23,5% |
| Médaille de bronze | Ronaldo         | Brésil    | 17,6% |
| 4                  | Xavi            | Espagne   | 15%   |
| 5                  | Ronaldinho      | Brésil    | 9%    |
| 6                  | Iker Casillas   | Espagne   | 7,2%  |